# Coro de la Universidad de Sevilla
El Coro de la Universidad de Sevilla fue creado en 1961 y, acorde con la dinámica de los coros universitarios, ha venido existiendo y regenerándose continuamente. En sus más de cincuenta años de vida, ha realizado numerosas actividades musicales, desde conciertos con Orquesta y estrenos internacionales hasta la grabación de varios discos. A lo largo de estos años han sido sus directores: Luis Izquierdo (director), Fernando España, Francisco García Nieto, Vicente Sanchís, José Manuel Delgado, Juan Luís Pérez, Pedro Caballero y José Carlos Carmona.
El 4 de junio de 2020, este coro realizó la primera actuación musical en España después de las restricciones por la COVID-19, en una misa celebrada en honor de las víctimas de la pandemia celebrado en la Catedral de Sevilla.

## Repertoriosinfónico-coral
- Gloria, de Vivaldi;
- Mesías y Éxodo de Israel en Egipto, de Haendel;
- Magnificat, Oratorio de Navidad, la Cantata 147, la Pasión según San Mateo y la Misa en Si menor, de Bach;
- Misa de la Coronación, la Misa en Do menor, Davide Penitente y Requiem, de Mozart;
- Requiem Alemán, de Brahms;
- Sinfonía n.º 2 (Mahler)
- Sinfonía n.º 9 (Beethoven)
- Requiem, de Verdi;
- MisaTango. Misa a Buenos Aires de Martín Palmeri;
- Pavana y Requiem, de Fauré; entre otras obras,

con la Orquesta Sinfónica Hispalense y, antes, con la Orquesta del Conservatorio Superior de Música de Sevilla.
En diciembre de 2000 interpretó el Mesías de Haendel junto con el Coro Inglés The King's Consort y la Real Orquesta Sinfónica de Sevilla en el Teatro de la Maestranza bajo la dirección del Director británico Robert King.
Todas estas obras y actuaciones, más diversos viajes por la geografía española, actuaciones para Canal Sur Televisión, etc., han sido realizadas desde febrero de 1997 cuando fue nombrado Director José Carlos Carmona.

## Grabaciones en DVD
- 1.	Grabación en DVD del Requiem de Mozart, con la Orquesta Sinfónica Hispalense. Grabado en la Iglesia de la Anunciación de Sevilla el 9 de abril de 2011.
- 2.	Grabación en DVD para el sello DCR (Dreamers Classics Records) de la Segunda  Sinfonía, “Resurrección”, Sinfonía n.º 2 (Mahler) de Mahler, con la Orquesta Sinfónica Hispalense y el Coro PRESHCO y el Coro de la Asociación de la Prensa de Madrid. Grabado en la Parroquia del Sagrario de Sevilla el 19 de marzo de 2010. Depósito legal: SE 3082-2010.
- 3.	Grabación en DVD para el sello DCR (Dreamers Classics Records) del oratorio La Creación de Haydn, con la Orquesta Sinfónica Hispalense. Grabado en la Parroquia del Sagrario de Sevilla el 18 de diciembre de 2009. Depósito legal: SE 3084-2010.
- 4.	 Grabación en DVD para el sello DCR (Dreamers Classics Records) de la Gran Misa en Do menor de Mozart, con la Orquesta Sinfónica Hispalense. Grabado en la Iglesia del Sagrario de Sevilla el Viernes, 27 de marzo de 2009. Depósito Legal: SE 3083-2010.
- 5.	Grabación en DVD para el sello DCR (Dreamers Classics Records) de la Novena Sinfonía de Beethoven, con la Orquesta Sinfónica Hispalense y el Coro de la Universidad de Leipzig. Grabado en la Catedral de Sevilla el 7 de marzo de 2008. Depósito legal: SE 3085-2010.
- 6.	Grabación en DVD para el sello DCR (Dreamers Classics Records) de la  Misatango de Martín Palmeri, con la Orquesta Sinfónica Hispalense. Grabado en la Iglesia de la Anunciación de Sevilla el 17 de diciembre de 2010. Depósito Legal: SE 4323-2011.
- 7.	Grabación en DVD para el sello DCR (Dreamers Classics Records) de Villancicos del Mundo, con la Orquesta Sinfónica Hispalense. Grabado en la Iglesia de la Anunciación de Sevilla el 17 de diciembre de 2010. Depósito Legal: SE 4324-2011.

El Coro depende del Vicerrectorado de Relaciones Institucionales de la Universidad de Sevilla y está formado por unos 60 miembros estables, de los que 17 son becarios.